# 戈尔姆斯多夫
戈尔姆斯多夫是德国图林根州的一个市镇。总面积7.61平方公里，总人口659人，其中男性337人，女性322人（2011年12月31日），人口密度87人/平方公里。